# Весино, Тиаго
Тиаго Весино Беррель (исп. Thiago Vecino Berriel; род. 25 февраля 1999, Монтевидео) — уругвайский футболист, нападающий клуба «Велес Сарсфилд», на правах аренды выступающий за «Пари НН».

## Клубная карьера
Весино — воспитанник клуба «Насьональ». 17 августа 2019 года в матче против «Ривер Плейта» он дебютировал в уругвайской Примере. В этом же поединке Тиаго забил свой первый гол за «Насьональ». В составе клуба он дважды стал чемпионом Уругвая. В начале 2022 года Весино перешёл в столичный «Ливерпуль». 5 февраля в матче против «Дефенсор Спортинг» он дебютировал за новый клуб. В этом же поединке Тиаго забил свой первый гол за «Ливерпуль». 23 октября в поединке против столичного «Феникса» он сделал хет-трик. В начале 2023 года Весино был арендован аргентинским «Унион Санта-Фе». 31 января в матче против «Банфилда» он дебютировал в аргентинской Примере. По окончании аренды игрок вернулся в «Ливерпуль» и помог команде выиграть чемпионат.
В начале 2024 года Весино перешёл в «Велес Сарсфилд». 15 февраля в матче против «Депортиво Риестра» он дебютировал за новый клуб.
В феврале 2025 года был арендован российским клубом «Пари Нижний Новгород» до конца года с правом выкупа.

## Достижения
Клубные
 «Насьональ»
- Победитель уругвайской Примеры (2) — 2019, 2020

 «Ливерпуль» (Монтевидео)
- Победитель уругвайской Примеры (1) — 2023
- Обладатель Суперкубка Уругвая (1) — 2024